# Пам'ятник Тарасові Шевченку (Варшава)
52°12′42″ пн. ш. 21°01′24″ сх. д. / 52.211608333333° пн. ш. 21.023466666667° сх. д.

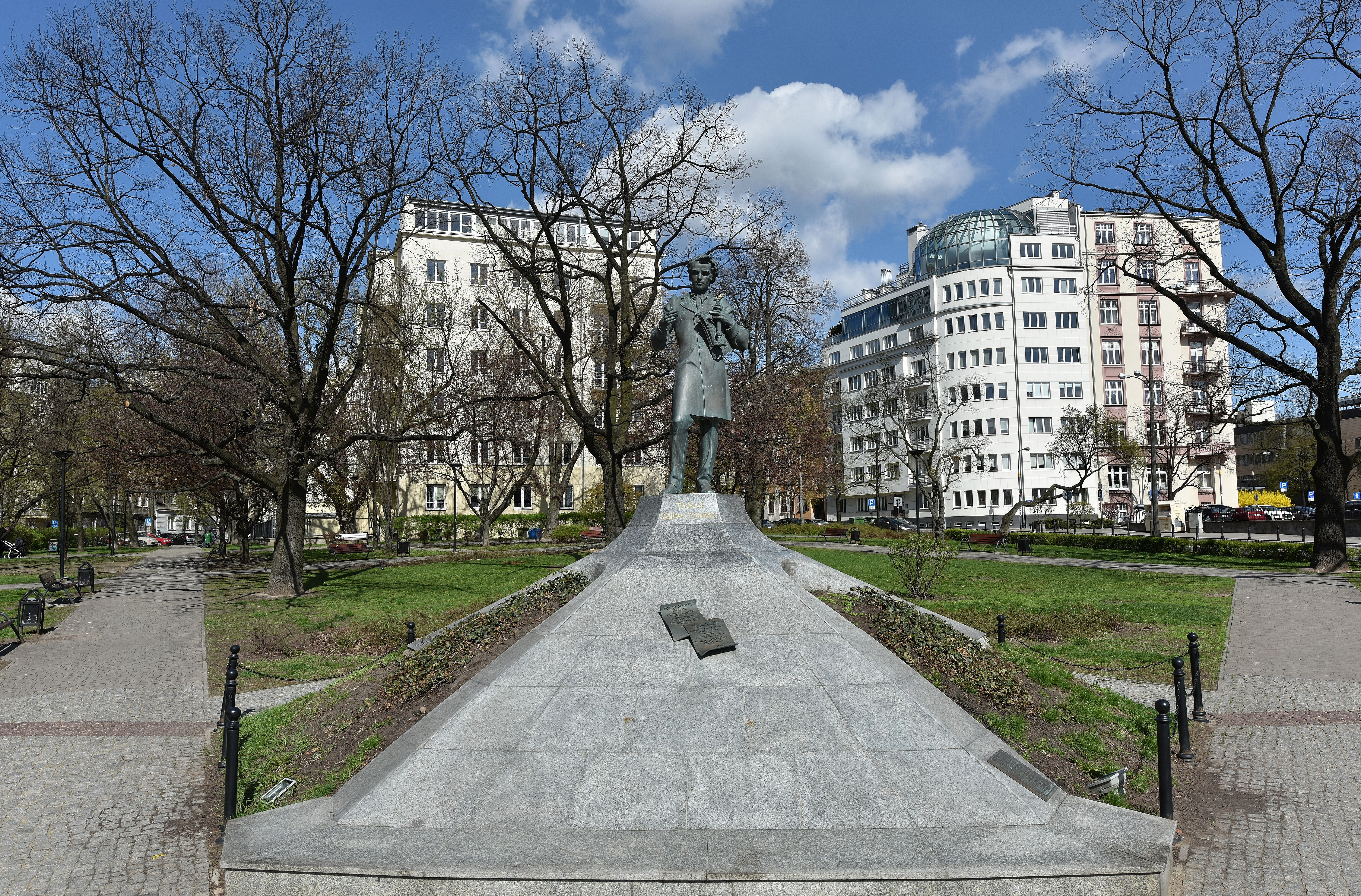

Пам'ятник Тарасові Шевченку в Варшаві — пам'ятник українському письменнику та художнику Тарасу Григоровичу Шевченку в місті Варшава, Польща.

## Історія
Пам'ятник відкритий за участю міністрів закордонних справ України та Польщі Анатолія Зленка та Влодзімежа Цімошевича 13 березня 2002 року у сквері його ж імені на перетинанні вулиць Спацерова, Говорка і Хотиньська. Інвестор — Об'єднання українців у Польщі на чолі з Мирославом Кертичаком. Автор скульптури — український скульптор Анатолій Кущ, автор п'єдесталу — польський архітектор Балтазар Брукальський. Фінансувала Київська міськрада і Львівська обласна державна адміністрація. Фірми «Edbud» та «Edbud Львів», на чолі з Едвардом Мазуром і Євгеном Ковальським профінансували монтаж пам'ятника, а також увесь комплекс робіт, пов'язаних із забрукуванням доріжок у сквері та площі перед самим п'єдесталом. Вагомий внесок для встановлення та відкриття пам'ятника зробив тодішній посол України в Польщі Дмитро Павличко.
Ще раніше — 10 жовтня 2000 року в присутності прем'єр-міністрів України та Польщі Віктора Ющенка та Єжи Бузека, голова Варшави Павел Піскорський урочисто відкрив на одному з будинків біля скверу, який з того дня має ім'я Тараса Шевченка, пам'ятну табличку, присвячену поету. 52°12′41.79″ пн. ш. 21°01′24.48″ сх. д. / 52.2116083° пн. ш. 21.0234667° сх. д.
Пам'ятник зведено за домовленістю між Україною та Республікою Польща про встановлення на паритетних умовах у Варшаві пам'ятника Тарасові Шевченку, а в Києві пам'ятника Юліушу Словацькому. Скульптура Юліуша Словацького була виготовлена в Польщі і перевезена до Києва з нагоди святкування 200-річчя з дня народження польського поета у 2009 році. І тільки у вересні 2012 року пам'ятник, який зберігався на території Київського творчо-виробничого комбінату «Художник» встановили поруч з костелом Святого Миколая.

## Пам'ятник
На пам'ятнику чотири рядки із вірша Шевченка «Полякам»:
 Подай же руку козакові,
 І серце чистеє подай!
 І знову іменем Христовим
 Ми оновим наш тихий рай.